# سيدلو
سيدلو هي قرية في مقاطعة مرند، إيران. عدد سكان هذه القرية هو 227 في سنة 2006.